# پل اتوود
پل اتوود (انگلیسی: Paul Attwood؛ زادهٔ ۱۳ دسامبر ۱۹۶۹)از برندگان مدال‌های بازی‌های المپیک اهل بریتانیا است.